# Poronaisk
Poronaisk (russisch Поронайск) ist eine Stadt in der Oblast Sachalin (Russland) mit 16.026 Einwohnern (Stand 1. Oktober 2021).

## Geographie
Die Stadt liegt an der Ostküste der Insel Sachalin, etwa 290 km nördlich der Oblasthauptstadt Juschno-Sachalinsk, an der Terpenija-Bucht des Ochotskischen Meeres an der Mündung des Flusses Poronai.
Die Stadt Poronaisk ist der Oblast administrativ direkt unterstellt und zugleich Verwaltungszentrum des gleichnamigen Rajons.
Poronaisk liegt an der schmalspurigen Haupteisenbahnstrecke (1067 mm) der Insel Juschno-Sachalinsk – Nogliki sowie an der Fernstraße Juschno-Sachalinsk – Alexandrowsk-Sachalinski. Die Stadt besitzt einen kleinen Seehafen und einen Flughafen.

## Geschichte
Auf dem Territorium des heutigen Poronaisk entstand 1869 in unmittelbarer Nachbarschaft alter Ainu- und Niwchen-Siedlungen der russische Tichmenew-Posten (Тихменевский пост/ Tichmenewski post).
Von 1905 bis 1945 gehörte der Ort nach dem Vertrag von Portsmouth, welcher den Russisch-Japanischen Krieg 1904–1905 beendete, wie der gesamte Südteil der Insel (bis zum 50. Breitengrad) als Shikuka (japanisch 敷香町, -machi; auch しすかちょう, Shisuka(-chō)) zu Japan. Im Ergebnis des Zweiten Weltkriegs kam der Ort zur Sowjetunion und erhielt 1946 nach dem Fluss seinen heutigen Namen (Ainu poro nai für großer bzw. breiter Fluss).

### Bevölkerungsentwicklung
| Jahr | Einwohner |
| ---- | --------- |
| 1941 | 30.310    |
| 1959 | 21.570    |
| 1970 | 23.610    |
| 1979 | 24.669    |
| 1989 | 25.971    |
| 2002 | 17.954    |
| 2010 | 16.120    |

Anmerkung: Volkszählungsdaten

## Wirtschaft
Im Poronaisk gibt es eine Papierfabrik sowie Betriebe der Bau-, Holz- und Fischwirtschaft. In der Nähe, bei der Siedlung städtischen Typs Wachruschew, wird im Tagebau Lermontowski Steinkohle gefördert, mit der das dortige Sachalin-Wärmekraftwerk (Сахалинская ГРЭС/ Sachalinskaja GRES) betrieben wird.